# Telèfon de cotxe

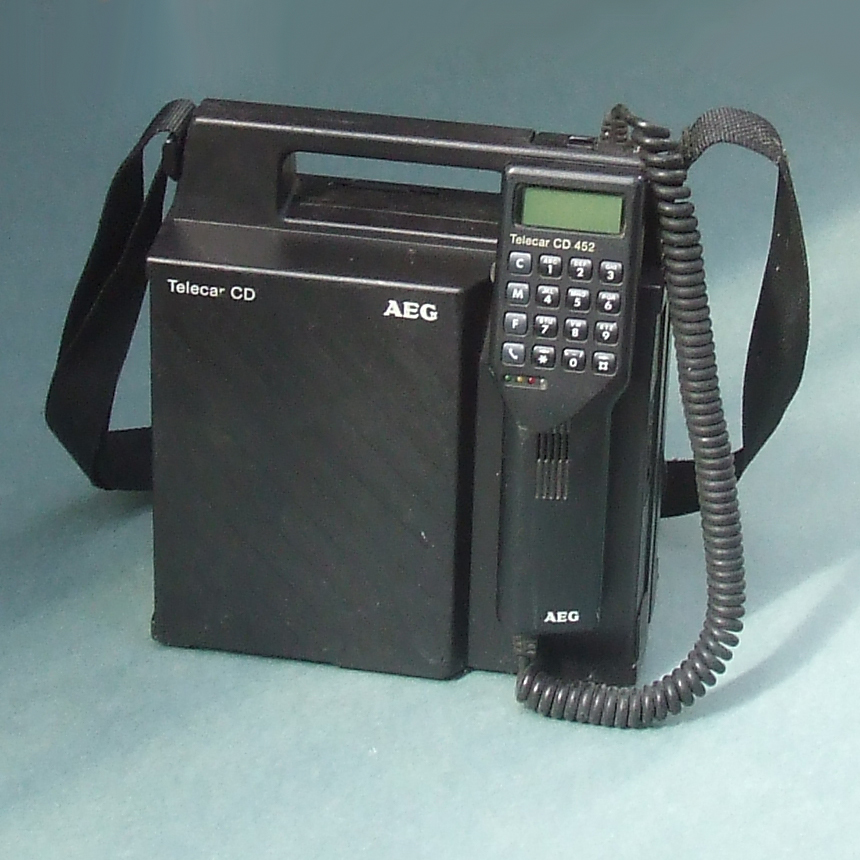
AEG Telecar, anys 80

Un telèfon de cotxe és un dispositiu de telèfon cel·lular específicament dissenyat per a ser instal·lat en un automòbil.
Aquest servei, basat en el Bell System, va ser utilitzat per primera vegada a St. Louis el 17 de juny de 1946. L'equip original pesava 80 lliures (36 kg), i tenia inicialment només 3 canals per a tots els usuaris de l'àrea metropolitana. Més tard, s'hi van afegir més llicències, i s'arribà a un total de 32 canals en 3 bandes (vegeu les freqüències IMTS).
Aquest servei va estar en ús en la dècada de 1980 en grans àrees d'Amèrica del Nord. El 2 d'octubre de 1946, equips de comunicacions de Motorola van ser la base de les primeres trucades de l'Illinois Bell Telephone Company, un nou servei de radiotelèfon de cotxe instal·lat a Chicago. A causa del petit nombre de freqüències de ràdio disponibles, el servei arribava ràpidament a la saturació.

## Europa

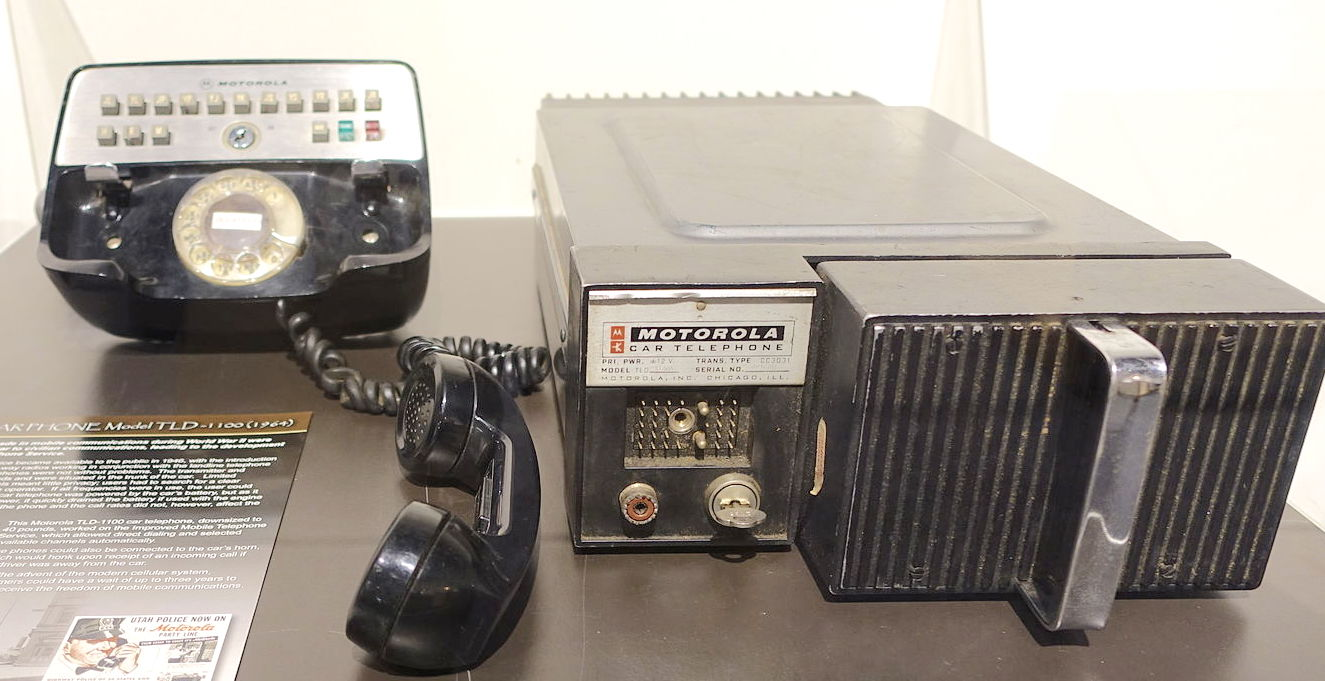
Model Telefònic de cotxe Motorola TLD-1100, 1964

A Finlàndia, el servei de telèfon de cotxe va estar disponible per primera vegada el 1971 en la generació-zero del servei ARP (Autoradiopuhelin, o Acte-Radiophone). El 1982, va aparèixer el seu successor —el sistema 1G NMT NMT (Nordic Mobile Telephone) —utilitzat a tota Escandinàvia i en altres àrees. A l'Amèrica del Nord, el telèfon de cotxe solia utilitzar el Servei de Telefonia Mòbil (MTS), que va ser utilitzat per primera vegada a St. Louis, o més tard l'Improved Mobile Telephone Service (IMTS) abans de donar pas al servei analògic de telefonia mòbil (AMPS) el 1984. La tecnologia AMPS va ser discontinuada als Estats Units el 2008.
El telèfon de cotxe tradicional utilitza un transmissor d'alta potència i antena externa, és ideal per a un ús rural o en àrees on els mòbils no poden funcionar bé o no funcionen de cap manera. Tot i així, per raó dels actuals controls de la Comissió de Comunicacions Federals, als Estats Units els transportistes han de pagar taxes per activar qualsevol equip que no compleixi la norma I911 per a dispositius mòbils, com són els antics analògics.

## Tendències

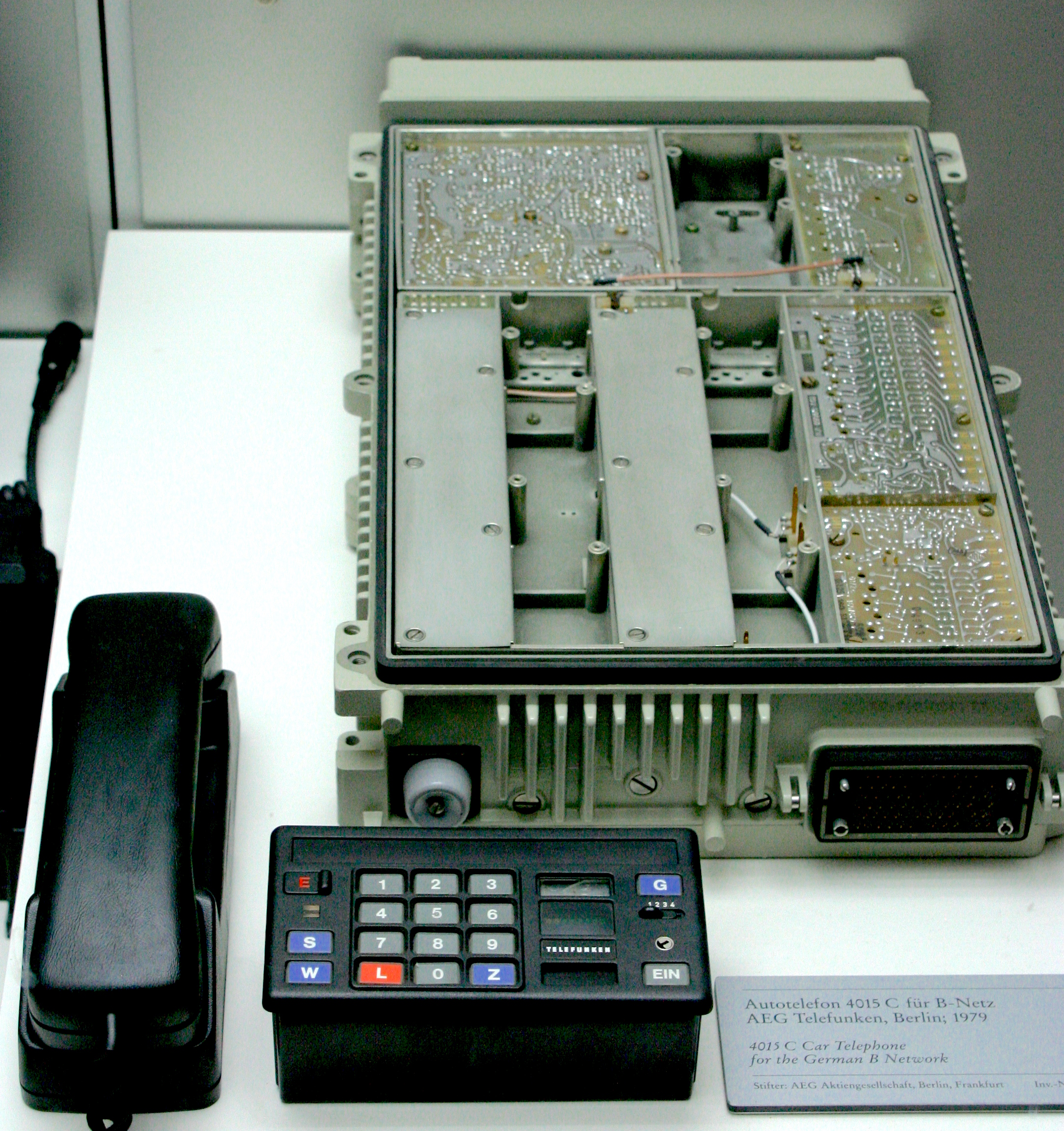
telèfon AEG 4015C per la Xarxa B alemanya, ca. 1979

En la dècada de 1980, el telèfon de cotxe era més popular que el telèfon cel·lular regular. Tot i així, quan els telèfons cel·lulars van passar a ser més lleugers i més assequibles, durant el boom del telèfon cel·lular, en la dècada de 1990, els telèfons de cotxe tenien ja molt poca difusió. En la dècada de 2000, els telèfons de cotxe van quedar obsolets per raó de la comoditat del telèfon cel·lular integrat amb el cotxe amb tecnologies com el Bluetooth.
El 2008, hi havia encara algun telèfon de cotxe disponible, incloent-hi el Nokia 810 i el Motorola VC6096 per a ús amb xarxes GSM i un telèfon de cotxe fet per NAL Research per a la xarxa Iridium satellite. Motorola va proporcionar clients als EUA amb el telèfons de cotxe m800 i m900 per al seu ús amb xarxes CDMA i GSM respectivament. Alguns dels telèfons de cotxe tenen pantalla de color i suporten connexions de dades d'alta velocitat així com la capacitat d'accedir via Bluetooth a les targetes SIM gravades en altres telèfons 
Actualment, molts automòbils compten amb "mans-lliures" integrats, per utilitzar el telèfon cel·lular de l'usuari, mitjançant un enllaç Bluetooth sense fil o utilitzen un transceptor integrat. Aquests sistemes utilitzen un micròfon muntat al marc del parebrises juntament amb el sistema d'àudio del cotxe, i poden ser activats i controlats per la veu
Actualment, hi ha la tendència a l'alça, en molts països, de restringir l'ús del telèfon cel·lular mentre es condueix.